# 9739 Powell
A 9739 Powell (ideiglenes jelöléssel 1987 SH7) egy kisbolygó a Naprendszerben. Carolyn Shoemaker fedezte fel 1987. szeptember 26-án.